# The Gallup Organization
Pour les articles homonymes, voir Gallup.
The Gallup Organization est une entreprise américaine qui offre un bouquet de services de recherche touchant la gestion du management, la gestion des ressources humaines et les statistiques. En Occident, elle est surtout connue pour les différents sondages qu'elle mène et dont les résultats sont publiés par différents médias.

## Description
En 2008, la société opère depuis plus de 40 bureaux dans 27 pays. Son siège se situe à Washington, alors que son centre de recherches se trouve à Omaha au Nebraska. Elle opère quatre divisions : Gallup Poll, Gallup Consulting, Gallup University et Gallup Press. Son PDG est Donald O. Clifton (en).
Gallup Europe fait partie du groupe The Gallup Organization. Établie en 2003 à Bruxelles, c'est une coentreprise de différents bureaux européens. Elle coordonne les activités de sondage en Europe et produit des études et évaluations pour les décideurs sur potentiellement tous les sujets politiques. Elle est notamment connue pour être le fournisseur depuis 2006 et jusqu'en 2010 des sondages Flash Eurobaromètre de la Commission européenne.

## Historique
The Gallup Organization a été fondée en 1958 quand George Gallup a regroupé toutes ses activités dans une seule société[réf. nécessaire].
En octobre 1988, quelques années après le décès de George Gallup survenu en 1984, elle a été vendue à Selection Research, Incorporated (SRI), située à Lincoln au Nebraska en 1988 et fondée en 1969 par le psychologue Don Clifton.